# Lee Chang-sub
Lee Chang Sub (en hangul, 이창섭; en hanja, 徐恩光; Suwon, 26 de febrero de 1991), más conocido por su nombre monónimo Changsub (en hangul, 창섭), es un cantante y actor surcoreano. Es el vocalista principal del grupo surcoreano BtoB.

## Biografía
Changsub nació el 26 de febrero de 1991 en Suwon, Gyeonggi, en Corea del Sur. cantante de música tradicional. Él estudió música práctica en la Universidad Howon con su compañero Hyunsik.

## Carrera
Changsub debutó como vocalista de BtoB en 2012. También participó en la composición de letras de algunas canciones de BtoB, incluyendo «Last Day», «Killing Me» y «Melody».
Se convirtió en un concursante en King of Mask Singer como bajo el pseudónimo «Mr. Wifi» en 2015, en el que perdió en la segunda ronda. En 2016, se unió al elenco de la nueva temporada del reality show de SBS, Law of the Jungle, que fue filmado en Mongolia.
En 2017, fue protagonista de la adaptación musical de Boys Over Flowers interpretando a Goo Jun Pyo. También participó en el musical Napoleón como Lucien, el hermano pequeño de Napoleón.

## Discografía

### Sencillos
| «You Inside My Memories» (추억속의 그대)                                                                    | 2015 | —  | N/A            | N/A                             |
| «At the End»                                                                                                | 2017 | 22 | - COR: 95 596  | Piece of BTOB Vol. 1            |
| Collaborations                                                                                              |      |    |                |                                 |
| «The Love of Fingertips» (손끝의 사랑) (con B1A4, Eunkwang, Heo Young Ji, A-JAX, April, Oh My Girl y Kassy) | 2016 | —  | N/A            | N/A                             |
| Bandas sonoras                                                                                              |      |    |                |                                 |
| «Be Alright» (con Yoseob G.NA y Gayoon)                                                                     | 2012 | 93 | - COR: 37 281  | Road for Hope OST               |
| «Bye Bye Love» (con Yoseob, Dongwoon e Ilhoon)                                                              | 2013 | 35 | - COR: 133 418 | When a Man Falls in Love OST    |
| «Past Days» (지난 날) (con Junhyung, Ha Yeon Soo, Minhyuk, Hyunsik, Sungjae)                                | 2013 | 56 | - COR: 87 ,730 | Monstar OST                     |
| «After Time Passes» (시간이 흐른 뒤엔) (con Junhyung, Minhyuk, Hyunsik, Sungjae)                            | 2013 | 32 | - COR: 125 359 | Monstar OST                     |
| «First Love» (첫사랑) (con Junhyung, Minhyuk, Hyunsik, Sungjae)                                             | 2013 | 61 | - COR: 36 395  | Monstar OST                     |
| «Goodbye Sadness» (con Eunkwang e Ilhoon)                                                                   | 2015 | —  | N/A            | Sweet, Savage Family OST        |
| «After the Play Ends» (연극이 끝난 후) (con Elkie y Heota)                                                  | 2016 | —  | N/A            | After the Play Ends OST         |
| «For You» (con Eunkwang, Ilhoon, Minhyuk)                                                                   | 2016 | —  | N/A            | Cinderella and Four Knights OST |
| «What's On Your Mind?»                                                                                      | 2017 | —  | N/A            | My Friend's Love Life OST       |

### Sencillo en CD
| Título  | Detalles | Mejor posición | Ventas       |
| Título  | Detalles | JPN            | Ventas       |
| ------- | --- | -------------- | ------------ |
| bpm82.5 | - Lanzamiento: 7 de junio de 2017 - Discográfica: Kiss Entertainment - Formato: CD, descarda digital Ver listaLista de canciones 1. At the End (Japanese ver.) 2. Believe in me 3. Happiness 4. This flower is to you(この花をあなたに; Kono Hana o anata ni) | 12             | - JPN: 7 141 |

## Filmografía

### Series de TV
| Año  | Título  | Cadena | Papel                      |
| ---- | ------- | ------ | -------------------------- |
| 2013 | Monstar | Mnet   | Miembro de Hombre de Negro |

### Programas de variedad
| Año  | Título                                       | Cadena | Notas                                           |
| ---- | -------------------------------------------- | ------ | ----------------------------------------------- |
| 2015 | King of Mask Singer                          | MBC    | Concursó bajo el pseudónimo Mr. Wifi.           |
| 2016 | Idol and Family National Singing Competition | KBS    | Concursante con Eunkwang y su hermano.          |
| 2016 | Law of the Jungle in Mongolia                | SBS    | Miembro del elenco                              |
| 2017 | Battle Trip                                  | KBS    | Concursante con Eunkwang y Minhyuk, episodio 62 |

### Teatro musical
| Año  | Título            | Papel             | Notas  |
| ---- | ----------------- | ----------------- | ------ |
| 2017 | Boys Over Flowers | Tsukasa Doumyouji | [ 22 ] |
| 2017 | Napoleon          | Lucien            | [ 23 ] |
| 2017 | Edgar Allan Poe   | Edgar Allan Poe   | [ 24 ] |